# ASInfo
ASInfo – pierwsza w Polsce, sportowa agencja informacyjna. Założona w marcu 2007 roku przez Andrzeja Łukaszewicza. 
Agencja dostarcza sportowy kontent – informacje, zdjęcia, dźwięki mp3, wideo, a także wyniki na żywo do polskich i zagranicznych mediów. 
Z usług ASInfo korzysta radio RMF FM oraz portale Onet.pl i Interia.pl, Super Express a także serwisy internetowe Piłka Nożna (tygodnik), Futbol.pl, Sport24.pl, MagazynPilkarski.pl i Futbolnet.pl. 
Wśród klientów agencji jest również Radio Chicago, a także kilka polskich rozgłośni lokalnych. Z usług ASInfo korzystają również gazety ogólnopolskie oraz lokalne. Agencja dostarcza także treści do oficjalnej strony internetowej Polskiego Związku Piłki Nożnej. ASInfo współpracuje z organizatorem Pucharu Polski, firmą Remes. Agencja prowadzi stronę oficjalną rozgrywek Remes Pucharu Polski, dzięki której media korzystają z materiałów prasowych.
W lutym 2008 roku ASInfo rozpoczęło sprzedaż relacji na żywo minuta po minucie ze spotkań Ekstraklasy, a w lipcu nowej 1. ligi.
Podczas Euro 2008, ASInfo dostarczało treści i zdjęcia do serwisu internetowego telewizji Polsat.
Sekretarzem  redakcji jest Jarosław Kowal. 